# Zawdi’el
Zawdi’el (hebr.: זבדיאל) – moszaw położony w samorządzie regionu Szafir, w Dystrykcie Południowym, w Izraelu.
Leży w północno-zachodniej części pustyni Negew w pobliżu miasta Kirjat Gat.

## Historia
Moszaw został założony w 1950 przez imigrantów z  Jemenu.

## Gospodarka
Gospodarka moszawu opiera się na intensywnym rolnictwie i sadownictwie.

## Komunikacja
Przy moszawie przebiega droga ekspresowa nr 40 (Kefar Sawa-Ketura).